# Bubutei Village
Bubutei Village är en ort i Kiribati.   Den ligger i örådet Maiana och ögruppen Gilbertöarna, i den södra delen av landet, 50 km söder om huvudstaden Tarawa. Bubutei Village ligger 13 meter över havet och antalet invånare är 473.
Terrängen runt Bubutei Village är mycket platt.  Bubutei Village är det största samhället i trakten. 